# Narciso Chávez
Narciso Chávez fue un militar y político peruano con simpatías realistas durante el periodo de la independencia.  
El 21 de febrero de 1827 fue uno de los firmantes en la ciudad de Azángaro, departamento de Puno, del manifiesto en contra de la Constitución Vitalicia promovida por Simón Bolívar. Fue partidario de Andrés de Santa Cruz. En 1814 participó en la Batalla de la Apacheta como parte de la guarnición realista de Arequipa al mando del mariscal Francisco Picoaga que se enfrentó a las tropas patriotas del brigadier Mateo Pumacahua en el marco de la Rebelión del Cusco
Fue diputado de la República del Perú por la provincia de Calca  en 1829 y 1831 durante el primer gobierno del Mariscal Agustín Gamarra. 